# Khalil Azmi
Khalil Azmi (ur. 23 kwietnia 1964 w Casablance) - były marokański piłkarz grający na pozycji bramkarza.
Grał w takich klubach jak Raja Casablanca, Wydad Casablanca, Colorado Rapids, New York Centaurs, Charleston Battery i Hershey Wildcats.
Z reprezentacją Maroka wystąpił na Mistrzostwach Świata 1994 oraz w Pucharze Narodów Afryki 1988 i Pucharze Narodów Afryki 1992.